# Charis caryatis
Charis caryatis är en fjärilsart som beskrevs av William Chapman Hewitson 1866. Charis caryatis ingår i släktet Charis och familjen Riodinidae. Inga underarter finns listade i Catalogue of Life.